# Cortland at Colliers Yard
Cortland en Colliers Yard es un rascacielos residencial de 50 pisos y 153 metros de altura en el área Greengate de Salford, Gran Manchester, Reino Unido. Cuenta con 559 apartamentos de alquiler. El edificio es parte del plan maestro Greengate del promotor Renaker llamado Colliers Yard,  que consta de tres torres adyacentes, las otras son Bankside y Parkside. Fue diseñado por OMI Architects con Denton Corker Marshall como arquitecto de entrega. A fecha de marzo de 2025, es el edificio más alto de Salford y el octavo edificio más alto del Gran Manchester.

## Historia
La solicitud de planificación se presentó al Ayuntamiento de Salford en noviembre de 2019, y la aprobación de planificación se obtuvo en marzo de 2020.La construcción de comenzó en 2020 y el edificio se completó en 2023.
En diciembre de 2021, la empresa estadounidense Cortland, junto a Madison International Realty, compró la torre y bautizó el proyecto como Cortland at Colliers Yard.